# Baie de Kames
La baie de Kames est une petite baie éloignée au nord-ouest, face à l’embayment côtier, qui fait partie de la côte sud du Loch Melfort à Argyll and Bute, en Écosse,.

## Peuplement
La route principale A816 d’Oban à Lochgilphead longe la baie. Au sud-ouest se trouve le petit village d’Arduaine situé à proximité de la pointe d’Arduaine et de la baie d’Asknish. Au nord-est se trouve le petit village de Kilmelford.
La baie de Kames abrite une pisciculture.

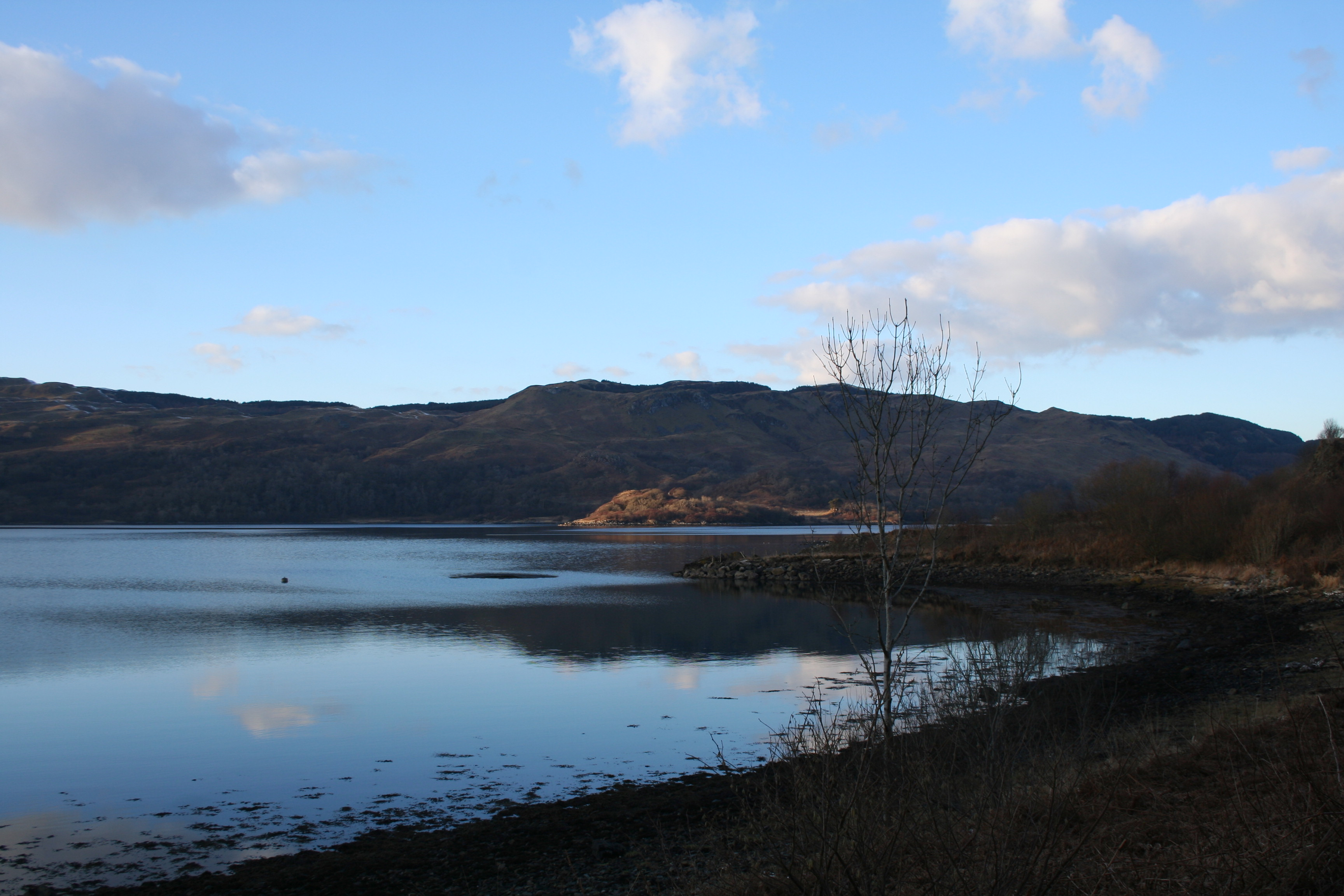
baie de Kames, Loch Melfort. Vue du nord-est de la baie de Kames et le Loch Melfort en arrière-plan

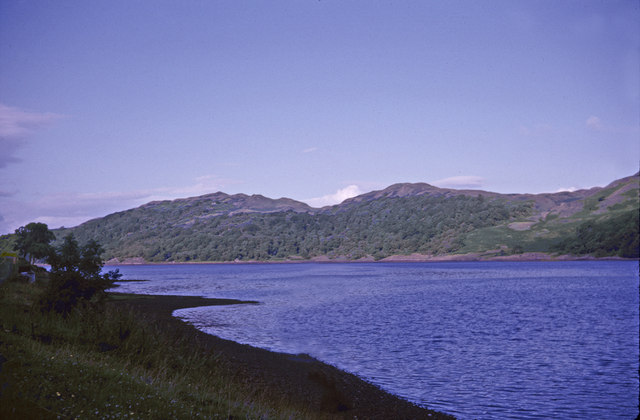
Ligne côtière, baie de Kames, Loch Melfort, Argyll et Bute vue de l’autre côté du Loch vers An Coire et Dun Crutagain

## Géographie
A l’est, la baie est délimitée par la pointe Rubh án Àird Fhada. À l’ouest se trouve le petit loch à marée Loch na Cille, qui offre un refuge abrité pour les yachts. De l’autre côté du loch Melfort, se trouve la petite île rocheuse d’Eilean Coltair au nord-ouest. Plus à l’ouest se trouve la plus grande baie Kilchoan qui contient l’île. Directement en face se trouve la pointe Bàgh na Dalach Dubh-Chlachaich et à l’est à la tête du Loch Melfort se trouve la baie de Fearnach.